# Phragmacia
Genre
Synonymes
- Prinia Horsfield, 1821[2]
- Heliolais Sharpe, 1903[2]
- Oreophilais Clancey, 1991[2]
- Schistolais Wolters, 1980[2]

Phragmacia est un genre monotypique de passereaux de la famille des Cisticolidae.

## Répartition
Ce genre se trouve à l'état naturel en Afrique du Sud et dans le Sud de la Namibie.

## Espèce
Selon la classification de référence du Congrès ornithologique international (version 8.1, 2018) :
- Phragmacia substriata (Smith, A, 1842) — Prinia namaqua, Apalis namaqua, Fauvette-roitelet à ventre strié 
  - Phragmacia substriata confinis (Clancey, 1991)
  - Phragmacia substriata substriata (Smith, A, 1842)